# Croton sidifolius
Croton sidifolius är en törelväxtart som beskrevs av Jean-Baptiste de Lamarck. Croton sidifolius ingår i släktet Croton och familjen törelväxter. Inga underarter finns listade i Catalogue of Life.